# ورنا آشوئر
ورنا آشوئر (انگلیسی: Verena Aschauer؛ زادهٔ ۲۰ ژانویهٔ ۱۹۹۴) بازیکن فوتبال اهل اتریش است.
از باشگاه‌هایی که در آن بازی کرده‌است می‌توان به باشگاه فوتبال زنان فرایبورگ اشاره کرد.
وی همچنین در تیم‌های ملی فوتبال Austria women's national under-17 football team, Austria women's national under-19 football team، و زنان اتریش بازی کرده‌است.